# Lombard RAC Rally
Lombard RAC Rally is een computerspel dat werd ontwikkeld door Red Rat Software en uitgegeven door Red Rat Software. Het spel werd uitgebracht in 1988 voor de Commodore Amiga, Atari ST en DOS. Het spel is vernoemd naar de gelijknamige autorace. Het spel wordt getoond vanuit het standpunt achter de autocoureur waarbij er door de voorruit wordt gekeken. De ontwikkelaars van het spel bracht ook het gelijksoortig spel Speed Run uit. Het spel is Engelstalig.

## Ontvangst
| Beoordeeld door                       | Platform | Datum         | Score |
| ------------------------------------- | -------- | ------------- | ----- |
| Power Play                            | Atari ST | januari 1989  | 73%   |
| Power Play                            | DOS      | juni 1989     | 73%   |
| ACE (Advanced Computer Entertainment) | Amiga    | maart 1989    | 67%   |
| AmigaInfo                             | Amiga    | augustus 1996 | 40%   |